# Bactrophora dominans
Bactrophora dominans är en insektsart som beskrevs av John Obadiah Westwood 1842. Bactrophora dominans ingår i släktet Bactrophora och familjen Romaleidae. Inga underarter finns listade i Catalogue of Life.